# Glaresis arenata
Glaresis arenata is een keversoort uit de familie Glaresidae. De wetenschappelijke naam van de soort is voor het eerst geldig gepubliceerd in 1974 door Robert D. Gordon. De soort komt voor in Californië. Het holotype werd gevangen in de Kelso Dunes, zandduinen nabij de spookstad Kelso in San Bernardino County.